# トラゴデスモセラス
トラゴデスモセラス（学名：Tragodesmoceras）は、幅よりも高さのある深い渦を持ち、急勾配の臍と狭い丸みを帯びた腹部を持つ、中程度の大きさのアンモナイトの属。装飾は、臍の肩から始まる一次肋と、脇腹の中央から始まる小さな二次肋から成る。肋はS字形で、周期的に厚くなり、外側の側面で前方に湾曲し腹部をV字形に横切る。縫合には幅広い三裂の外側葉がある。
トラゴデスモセラスの種には、西ヨーロッパとアメリカから知られるタイプ種トラゴデスモセラス・クリペアロイデス（Tregodesmoceras clypealoides）や、アリゾナ州とカンザス州から知られるトラゴデスモセラス・バッシ（Tragodesmosderas bassi）、アリゾナ州とニューメキシコ州から知られるトラゴデスモセラス・ソコロエンセ （Tragodesoceras socorroense）が含まれる。
近縁属のムニエリセラスよりは形態がより縮閉線を描いているが、それ以外は類似していた。